# Кнежевићи (породица)
Кнежевићи, пореклом Филиповићи, су породица обор-кнеза лепеничке кнежине крагујевачке нахије Ђуке Филиповића, чији син лепенички капетан Марко Филиповић је био ожењен сестром Карађорђеве жене Јелене Петровић, рођ. Јовановић из Маслошева.

### Порекло
Кнежевићи, пореклом Филиповићи су из Јагњила, лепеничке кнежине крагујевачке нахије.

### Кнез Ђука Филиповић
Обор-кнез лепеничке кнежине крагујевачке нахије Ђука Филиповић, окнежен је пре Кочине крајине. Учествовао је у Првом српском устанку. Имао је синове Стефана и Марка.

### Стеван Филиповић
Стеван Филиповић, син кнеза Ђуке Филиповића, био је један од Карађорђевих секретара. Касније у време кнеза Михаила, кад је Стеван Филиповић послао молбу државном савету да му се не смањује пензија, одбијен је, али је кнез Михаило инсистирао да пензија остане иста, јер је једна година у време Првог српског устанка као пет година у мирно време. Пошто је савет то одбио кнез Михаило је разлику у пензији исплаћивао из својих личних примања, „цивил листе“.

### Капетан Марко Филиповић
Лепенички капетан Марко Филиповић, син кнеза Ђуке Филиповића, родом из Јагњила, лепенички кнежине крагујевачке нахије, Карађорђев пашеног, био је ожењен сестром Јелене Петровић, Карађорђеве жене, кћерке Николе Јовановића из Маслошева. Његови потомци узели су презиме Кнежевић. 
Његови потомци генералштабни потпуковник Живан Кнежевић и Радоје Кнежевић, организатори пуча 27. марта 1941.

### Лазар Р. Кнежевић (1876-1932)
Лазар Р. Кнежевић, секретар и начелник Министарства просвете, управник Државне штампарије, директор Прве београдске гимназије. Основну школу је завршио у Јагњилу, а студирао на Филозофском факултету у Београду.
Кнежевић је прешао преко Албаније 1915. и из Скадра је руководио прихватом и евакуацијом српских ђака. Као делегат Министарства просвете организовао је смештај и школовање српске омладине у Ајачији на Корзици. У Београд се вратио 1919. настављајући службу у Министарству просвете, где је једно време био инспектор, затим начелник Општег одељења. Кратко је вршио дужност управника Државне штампарије.
Од 1922. до смрти био је директор Прве мушке гимназије у Београду. Кнежевић је био члан и, кратко, потпредседник Главног просветног савета Краљевине СХС. У два наврата биран је за председника београдске секције Југословенског професорског друштва, па је у том својству учествовао на међународним конгресима професора у Варшави 1924. и Букурешту 1928. године. Један је од оснивача Пољско-југословенског клуба 1925. и кратко време његов председник.
Био је носилац Ордена Светог Саве, Полониа Реститута и француске Легије части. Бавио се и преводилачким радом и дао одличне преводе дела најзначајнијих пољских аутора.
Написао је француско-српски речник, док је у рукопису остала припремљена обимна грађа за српско-француски речник. На почетку Првог светског рата спасавао је културна добра Београда, поред осталог и драгоцености које су чувале Народна библиотека и Народни музеј.
Његови синови су проф. Радоје Кнежевић, потпуковник Живан Кнежевић и Никола Кнежевић, дипломата и Јован Кнежевић, свештеник, стрељан 21. октобра у Крагујевцу.

### Мајор Живан Кнежевић (1906-1987)
Генералштабни мајор Живан Кнежевић, пуковник војске Краљевине Југославије, одликован највишим орденом војске САД за цивилна лица на раду у Министарству одбране САД, шеф Војног кабинета Председништва владе у емиграцији (1941-1944), војни изасланик у Вашингтону, рођен је у Врању где је завршио основну школу. Гимназију и 55. кл. Ниже школе Војне академије завршио је у Београду. После Вишег течаја завршио је и генералштабну припрему и специјализацију на Ратној школи у Паризу. По повратку у земљу служио је у 18. пуку „Сувоборском“ у Београду.
Након потписивању Тројног пакта, био је, заједно са братом проф. Радојем Кнежевићем један од организатора војног пуча од 27. марта. Тада је вршио дужност заповедника пучистичке војске на Дедињу и био је задужен за привођење председника владе Драгише Цветковића и осталих министара.
У Априлском рату је вршио дужност обавештајног официра у Генералштабу и пратио генерала Душана Симовића и Владу од Београда до Никшића и са њима одлатео за Лондон. Пензионисан је као пуковник америчке војске 1959. Био је велики поборник Драже Михаиловића и Равногорског покрета у емиграцији и са својим братом Радојем је био сарадник у неколико значајнијих листова.
Потпуковник Живан Кнежевић био је ожењен кћерком Бошка Чупића, индустријалца, из породице Чупић, пореклом од војводе Стојана Чупића. Имали су две кћерке које живе у САД.

### Професор Радоје Кнежевић
Професор Радоје Кнежевић, министар Двора Краљевине Југославије (од 1941), био је један од међународно признатих познавалаца француског језика, културе и књижевности у Европи свога времена, истакнути члан Српског културног клуба, приватни наставник младом краљу Петру Другом. За Радоја Кнежевића се сматра да је био идејни творац пуча од 27. марта 1941. године.

### Никола Кнежевић (1904-1975)
Никола Кнежевић (1904-1975), син Лазара Кнежевића и брат Радоја и Живана Кнежевића, био је дипломата, конзул и обавештајац Краљевине Југославије.
Никола Кнежевић је као дечак од једанаест година прешао Албанију 1915. године, након чега је са другом српском децом упућен на школовање у Француску. По завршетку рата завршио је Правни факултет 1925. и 1927. ступио је у дипломатску службу. Као дипломата службовао је у Риму, Трсту и Варшави, где га је 1939. затекао почетак Другог светског рата, односно напад Немачке на Пољску. Никола Кнежевић после пољске прелази у Берлин и у Братиславу.
Пошто су јуна 1941. морали да напусте територије које су окупирали Немци, Никола Кнежевић је са особљем посланства у Братислави преко СССР-а отишао у Истанбул. У Турској је обављао обавештајне послове у вези са окупираном Југославијом. Децембра 1941. влада га премешта у Лондон, где до августа 1942. ради у југословенском полсанству као веза са страним обавештајним службама. У септембру 1942. враћа се у Истанбул у обавештајну мисију у вези са Равногорским покретом.
Потом одлази у Бејрут где одтвара југословенски генерални конзулат за Либан и Сирију. Децембра 1944. напушта дипломатску службу коју је преузела нова Титова власт. Живи у Бејруту са породицом до 1954. године као политички емигрант, након чега прелази у САД. До краја живота радио је у Вашингтону за Глас Америке на српском језику као сарадник и спикер. Урмо је 1975. године у Вашингтону, где је и сахрањен.
Никола Кнежевић је са супругом Вером Кнежевић имао два сина - проф. др Радоја Кнежевића (UC Berkeley Professor Emeritus, Dr. Raymond Kent) и из другог брака још једног сина, Богдана Кнежевића.

### Др Радоје Кнежевић (1929-2008)
Проф. др Радоје Кнежевић (1929-2008), братанац проф. Радоја Кнежевића и мајора Живана Кнежевића, емеритус професор Афричке историје на Универзитету Калифорније у Берклију, „неуморан и неустрашив борац за објективност и истину о српском народу, нарочито за последњих петнаестак година трагичног распада бивше Југославије и његових катастрофалних последица“.
Проф. др Радоје Кнежевић био је ожењен Американком пољског порекла, Естелом Катарином Томака.
Између 1951. и 1953, служио је у америчкој војсци. По одслужењу војног рока, уписао се на Колумбија универзитет у Њујорку, где је 1955. дипломирао, а 1960. магистрирао. Докторирао је на Висконсинском универзитету, у Медисону, 1967. Од 1966. до 1968. предавао је, као доцент, историју на Универзитету Калифорније у Берклију, од 1968. до 1975. као ванредни, а, од 1975. до пензије 1991, као редовни професор Афричке историје. Умро је са почасном титулом Емеритус.